# Lonny Schiff
Lonny Schiff (nascida em 1929) é uma artista americana. O seu trabalho está incluído nas colecções do Museu Smithsoniano de Arte Americana e dos Museus de Arte de Harvard.